# Theater Lwiw

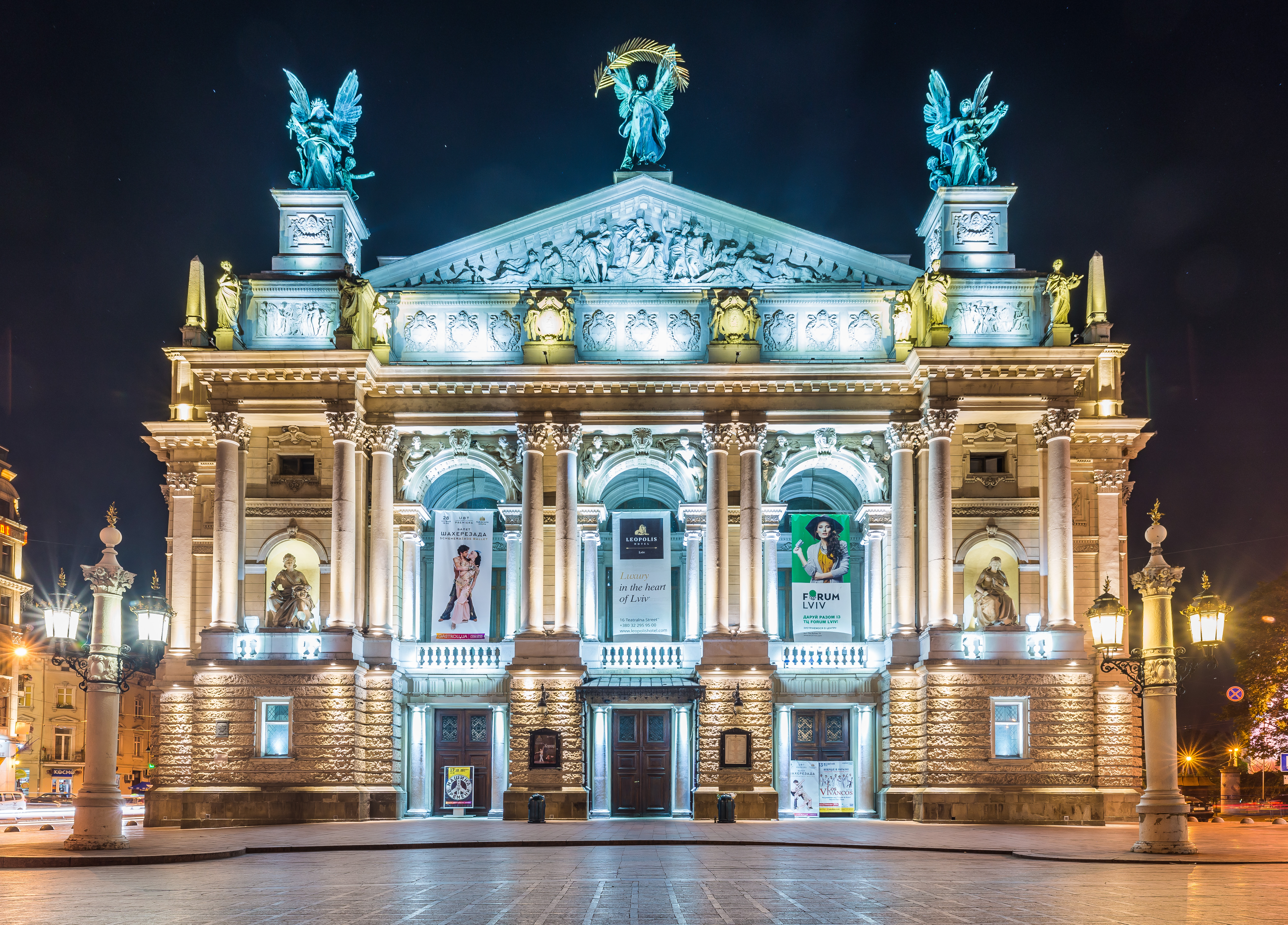
Theater Lwiw (Lemberg)

Das Nationale Akademische Opern- und Balletttheater Lwiw Salome Kruschelnytska, auch bekannt als Nationaloper Lwiw oder Lemberger Oper (ukrainisch: Львівський національний академічний театр опери та балету імені Соломії Крушельницької Lwiwskyj nazionalnyj akademitschnyj teatr opery ta baletu imeni Solomiji Kruschelnyzkoji) in der ukrainischen Stadt Lwiw (Lemberg) ist das älteste Theater des Landes.

## Geschichte
Das einstige Stadttheater stammt aus der Zeit, als Lemberg zu Österreich-Ungarn gehörte. Das Gebäude ist das Ergebnis eines 1895 durchgeführten Architektenwettbewerbs, in dem der Entwurf des polnischen Architekten Zygmunt Gorgolewski (1845–1903) zur Ausführung ausgewählt wurde. Gorgolewski war damals Direktor der Technischen Hochschule in Lwiw.
Gorgolewski schlug vor, das Theater im früheren Sumpfland des überwölbten Poltwa-Flusses zu errichten, und diese wegweisende Entscheidung erbrachte ein wesentliches Gestaltungselement für die heutige „Freiheitsavenue“ (die heute übliche Bezeichnung „Avenue“ für ukrainisch „Prospekt“, Проспект Свободи – Prospekt Swobody, ursprünglich nach Erzherzog Karl Ludwig, später nach Wladimir Iljitsch Lenin benannt, Lemberger Hauptstraße und Spaziermeile). Am 5. Juni 1896 fand die Grundsteinlegung statt, die eigentliche Bauzeit dauerte knapp über drei Jahre (laut Inschrift im Foyer von 1897 bis 1900). 
Der historistische Bau orientierte sich an den Vorbildern der Architektur der Renaissance und des Barock, konkret aber offenbar an jenem der Wiener Hofoper. Das prächtige Interieur ist mit mehrfarbigem Marmor, Fresken, Ornamenten, Statuen und Reliefs ausgestattet, für die (mit Ausnahme der Statuen) E. Pliszewski verantwortlich zeichnete. Die allegorischen Figuren der Tragödie und der Komödie über dem Portal wurden von P. Wijtowicz geschaffen. Der Spiegelsaal des Pausenfoyers entstand unter der Leitung von S. Dembicki unter Beteiligung des Malers M. Harasymowicz.
Das Zuschauerraum ist in Lyraform gehalten und ebenfalls reich geschmückt, der Eiserne Vorhang zeigt ein Panorama der Stadt Lemberg zur Bauzeit des Theaters. Der Zuschauerraum fasst 1070 Besucher und ist in der traditionellen Form eines Logentheaters gestaltet.
Die jahrzehntelang vor dem Haupteingang des Theaters stehende Lenin-Statue wurde nach Erlangung der Unabhängigkeit der Ukraine abgeräumt, an ihrer Stelle befindet sich seit einiger Zeit eine Brunnenanlage. Im Jahr 2005 wurde das Theater zu Ehren der ukrainischen Sängerin Salome Kruschelnytska benannt.

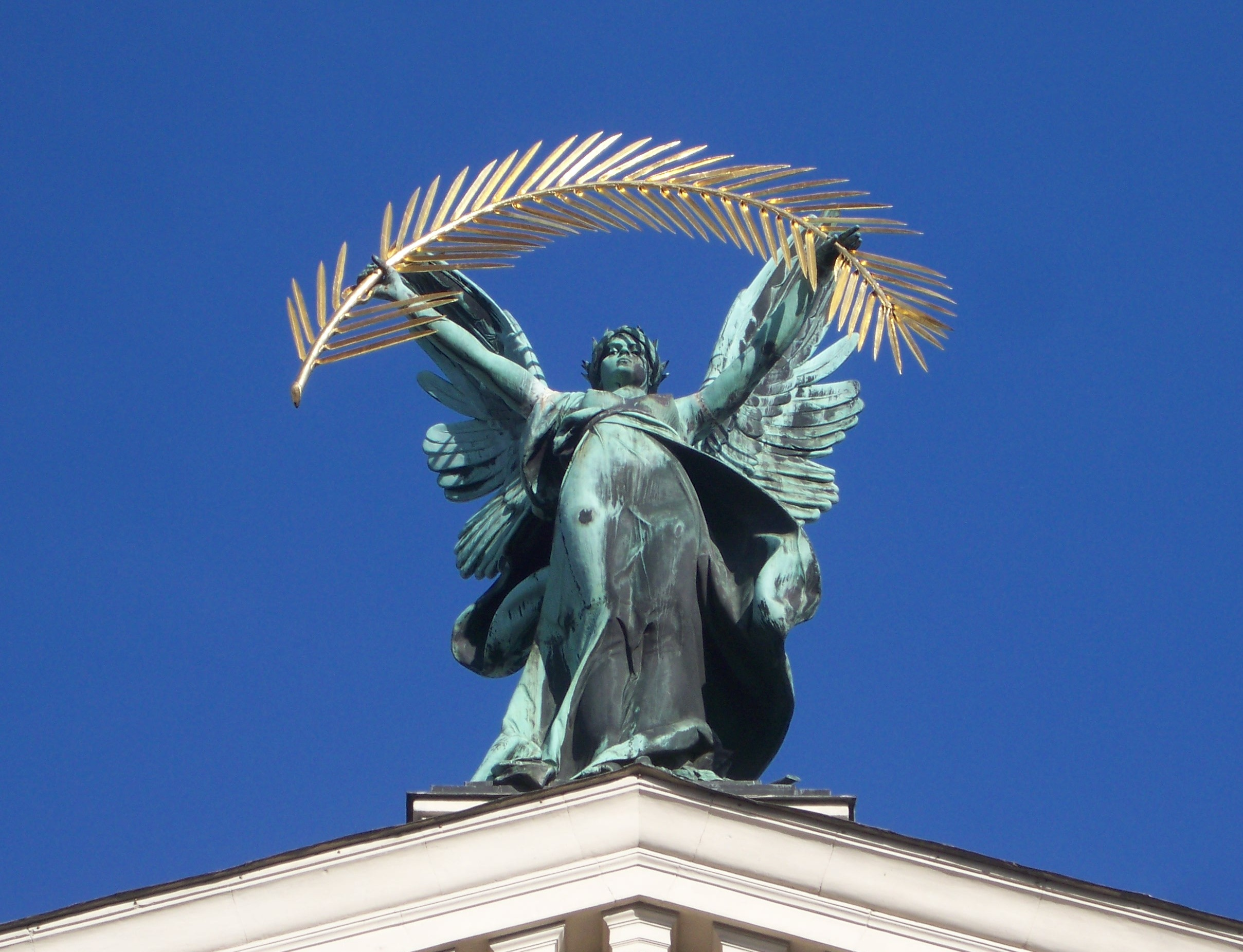
Statue „Ruhm“
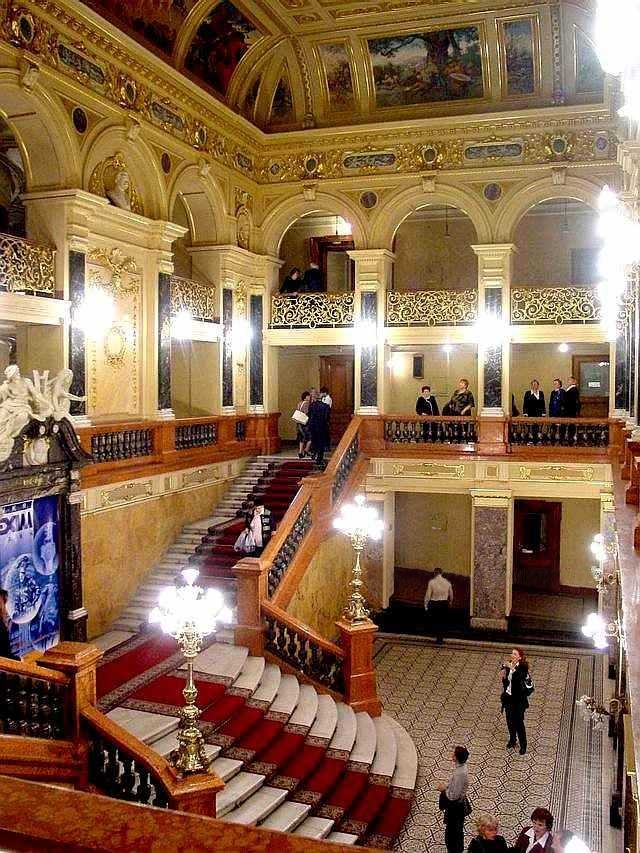
Vestibül
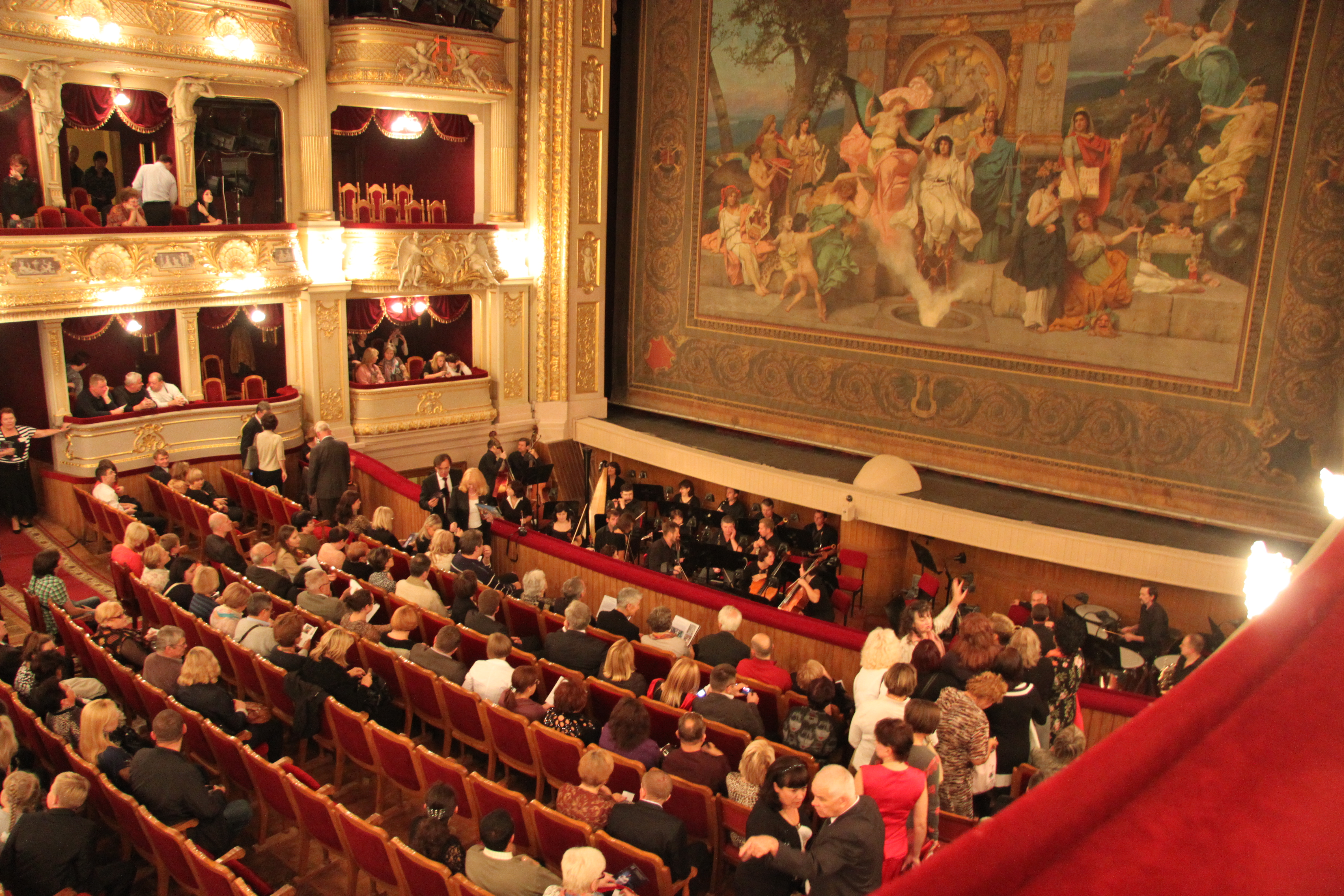
Zuschauersaal
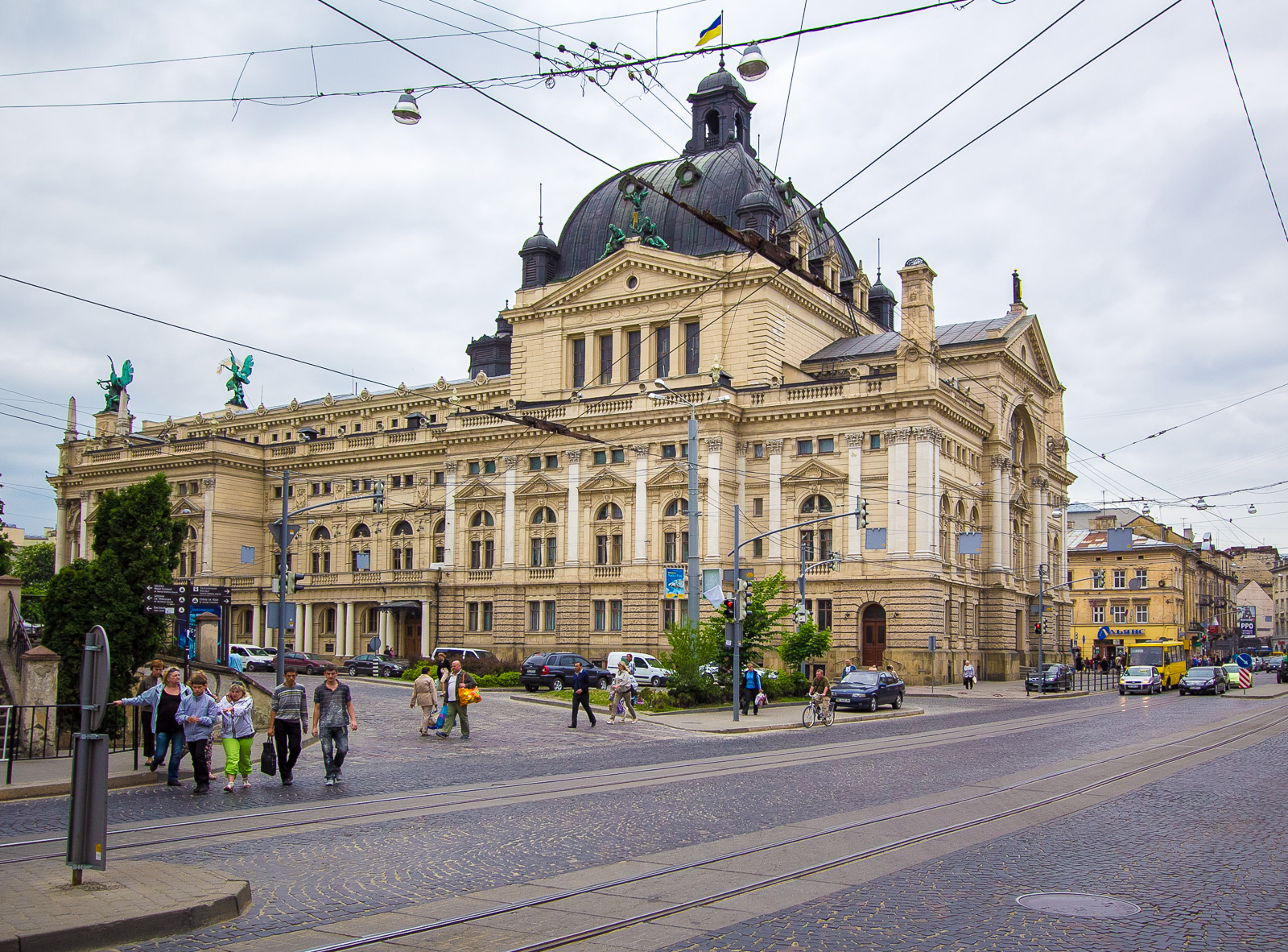
Seitenansicht